# Amphithéâtre de Pouzzoles
L'amphithéâtre de Pouzzoles, en Campanie, dit aussi amphithéâtre de Flavius, fut construit à la fin du Ier siècle, du temps de l'empereur romain Vespasien, de la famille des Flavius. 

## Architecture
L'amphithéâtre pouvait accueillir près de 20 000 spectateurs, et mesurait 147 m × 118 m. L'arène était elliptique, mesurant 72 m × 42 m.
Cet amphithéâtre est l'un des plus vastes de tout l'Empire, certes moins que l'amphithéâtre Flavien (Colisée de Rome), mais rivalisant, en capacité, avec l'amphithéâtre de Capoue ou les arènes de Vérone.
Les structures basses de l'édifice sont particulièrement bien conservées. On peut ainsi visiter l'ensemble des galeries souterraines, ce qui permet de se faire une idée du fonctionnement d'un amphithéâtre « vu des coulisses ».
Les premières fouilles, sous la direction de Carlo Bonucci, remontent à 1839.

## Photographies

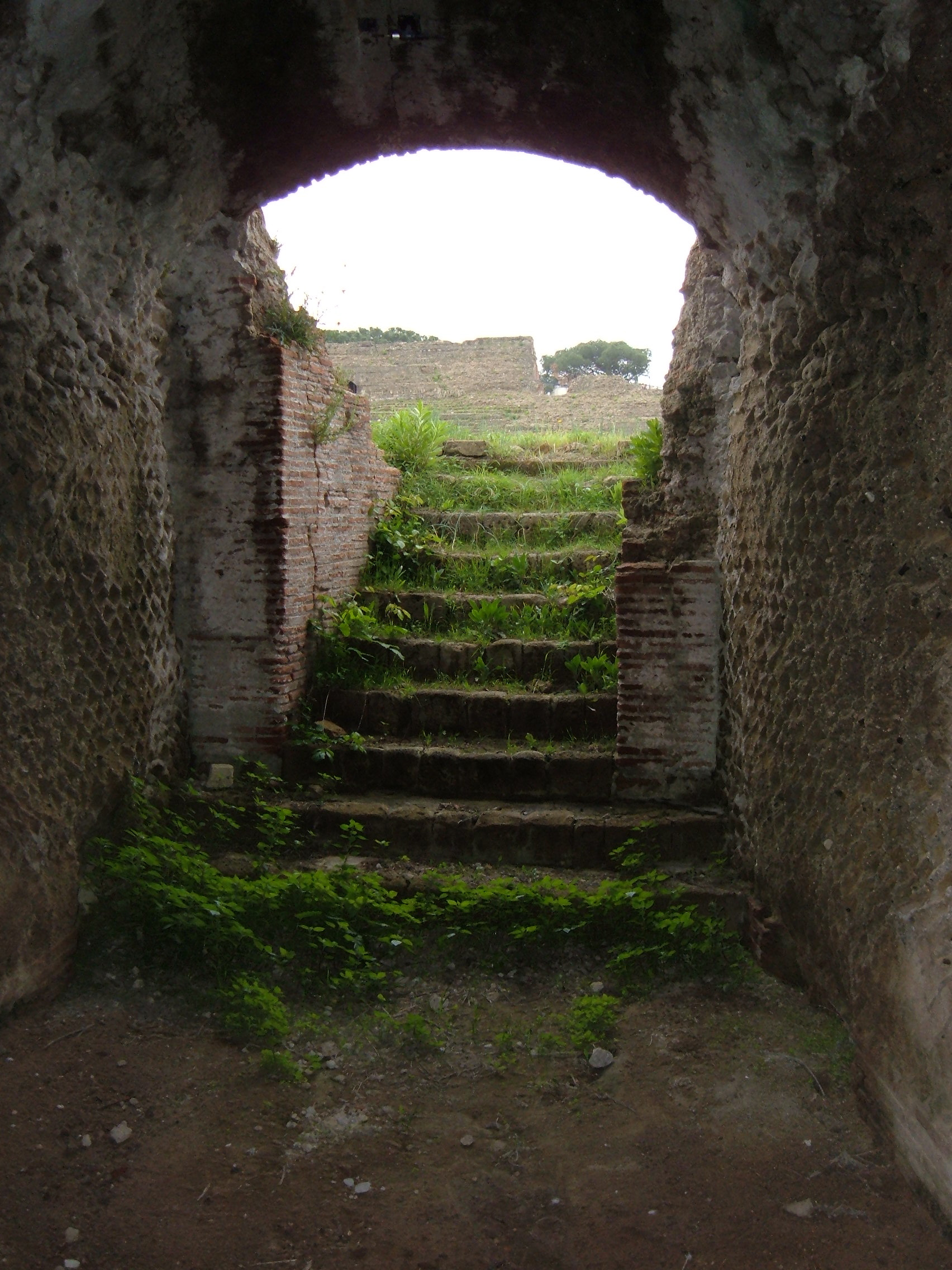
Entrée de l'amphithéâtre.
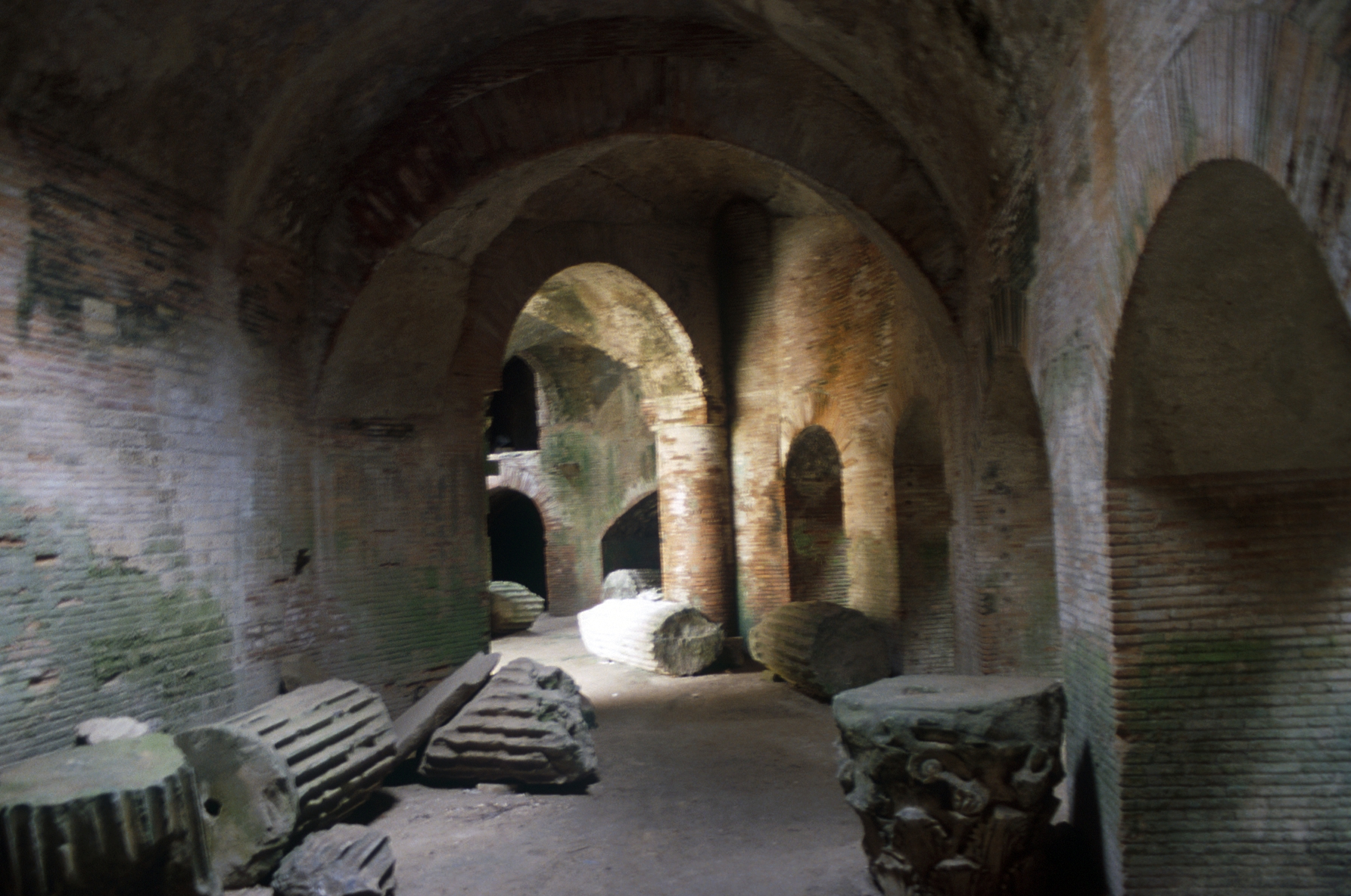
Structure voûtée.
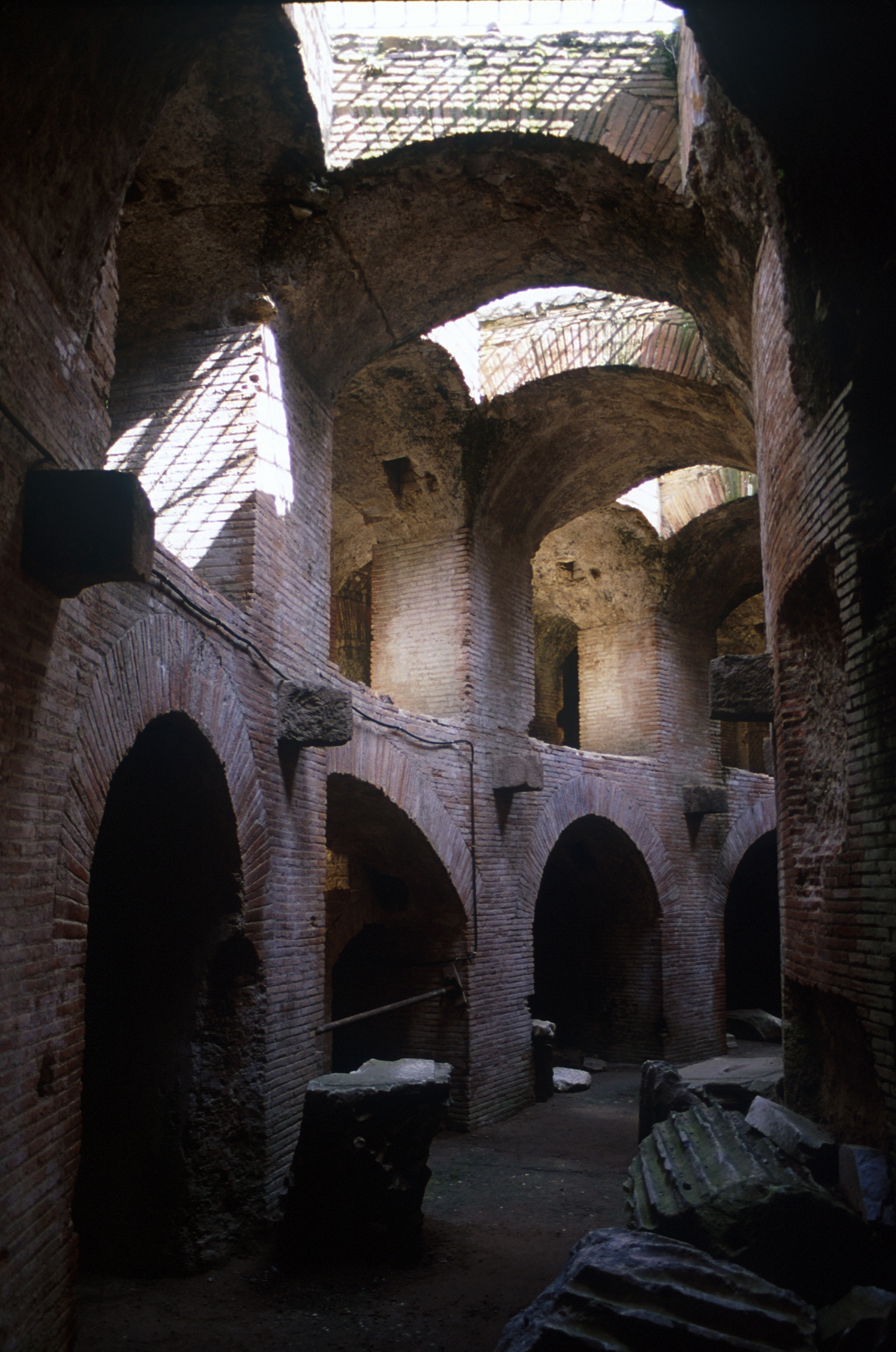
Vomitoire.